# Inštalacijska cev
Inštalacijske cevi nam služijo za polaganje električnih inštalacijskih vodov na zidove, strop, v tla ali na porabnike. Z njimi ustvarimo dodatno mehansko zaščito električnih vodnikov, omejimo vpliv vlage ter drugih dejavnikov.

## Vrste inštalacijskih cevi

### Termoplastične cevi
Izdelujejo jih iz različno kvalitetne PVC ali iz drugih termoplastov,če želimo večjo mehansko trdnost (polistirol, polipropilen, polietilen). 
Cevi so odporne na  pritisk, večino kemijskih spojin in imajo dobre dielektrične lastnosti in majhno mehansko trdnost. 
Delimo jih na: 
- gladke cevi,
- rebraste cevi

### Kovinske cevi
Izdelane so iz jekla in aluminija, zato imajo veliko mehansko trdnost. Poleg tega imajo še odpornost proti poteznim silam. Uporabljamo jih za nadometne inštalacije na betonskih in jeklenih konstrukcijah, na strojih ter v betonu. Cevi lahko krivimo, vendar raje uporabljamo kolena. Podaljševanje izvajamo tako, da uporabljamo spojke s posebnim navojem. 

### Sestavljene cevi
Sestavlja jih jeklo in aluminij in prevleka iz PVC-ja. Uporabljajo se za nadometne in podometne inštalacije ter na strojih in razdelilnikih. So vodotesne, tihe, odporne od olja ter kislin in UV žarčenja.

## Polaganje inštalacijskih cevi

### Polaganje cevi pod omet
Polagamo jih pod omet. V stenah so položene vodoravno in navpično, in sicer tako, da v zid izdolbemo utore, v katere vlagamo cevi.  Globina utorov mora biti glede na premer cevi tolikšna, da je poravnana z zidom in da jo omet prekrije vsaj 4mm.

### Polaganje cevi v beton
Polaganje cevi v beton zahteva poseben elektroinštalacijski material in pripomočke. Uporabljamo module, ki predstavljajo v funkcionalno celoto povezane razvodnice in cevi enega panoja, ki jih v tovarni zalijemo z betonom. Elektroinštalacijska dela se izvajajo skupno z izdelavo gradbenih elementov. 

### Polaganje cevi nad omet
Nad omet, beton, les ali jeklene konstrukcije polagamo gladke trde cevi, ki jih na podlago pritrjujemo s skobami. Le te pritrjujemo na zid ali beton z vijaki s pomočjo PVC vložkov, na les z lesnimi vijaki, na jekleno konstrukcijo pa z matičnimi vijaki na posebne konzole, ki jih prej navarimo na konstrukcijo.  Nadometne inštalacije izvajamo predvsem v vlažnih in prašnih prostorih, zelo pogosto pa tudi v industrijskih prostorih.